# Margaret Donahue
Margaret Donahue (13 tháng 12 năm 1892 - 30 tháng 1 năm 1978) là một nhà điều hành bóng chày nhà nghề người Mỹ từng làm việc tại ban điều hành của đội bóng Chicago Cubs thuộc Major League Baseball (MLB) từ năm 1919 đến năm 1958. Donahue là nữ  điều hành đầu tiên trong lịch sử MLB và tiên phong trong việc bán vé theo mùa và những đổi mới khác.

## Đầu đời
Donahue sinh ra và lớn lên tại một nông trại ở Huntley, Illinois, vùng ngoại ô Chicago vào năm 1892. Bà theo học tại trường trung học Huntley năm 1909. Sau một năm trung học, bà bỏ học và chuyển đến Chicago để làm công việc thư ký. Bà được đào tạo một năm rồi làm việc tại một tiệm giặt ủi.

## Chicago Cubs
William Veeck Sr., chủ tịch Chicago Cubs thuộc Major League Baseball, đã thuê Donahue làm người viết tốc ký cho con trai ông là Bill Veeck vào năm 1919. Năm 1926, Veeck đề bạt Donahue làm thư ký, khiến bà trở thành nữ điều hành đầu tiên ở MLB.
Trước mùa giải năm 1929, Donahue nghĩ ra ý tưởng bán vé mùa. Bà còn nghĩ ra sáng kiến bán vé tại các địa điểm Western Union ngoài phòng vé. Donahue tổ chức các chương trình quảng cáo "Ngày của các quý bà" và bán vé chiết khấu cho trẻ em trên 12 tuổi, giúp bóng chày phát triển từ một trò chơi được các doanh nhân theo dõi thành một cuộc thi gia đình. Donahue làm việc cho Chicago Bears thuộc National Football League tại phòng vé khi họ chơi ở Wrigley Field từ năm 1921 đến những năm 1930.
Năm 1950, Cubs đề bạt Donahue làm phó chủ tịch. Bà nghỉ hưu năm 1958.

## Đời tư
Trong lúc làm việc cho Cubs, Donahue sinh sống ở Rogers Park, Chicago cùng với em trai và hai em gái. Những năm cuối đời, Donahue sống trong viện dưỡng lão ở Crystal Lake, Illinois. Bà qua đời ngày 30 tháng 1 năm 1978.
Một công viên rộng 0,5 mẫu Anh (0,20 ha) ở North Side trên Phố West School, cách Wrigley Field vài dãy nhà, được đặt theo tên Donahue. Đội bóng Cubs đóng góp 1 triệu đô la trong số 1,3 triệu đô la chi phí cho Công viên Margaret Donahue, được khởi công vào năm 2014. Donahue có tên trong Đại sảnh Danh vọng Chicago Cubs vào năm 2021.